# Stelle principali della costellazione del Bulino
Segue un prospetto delle stelle principali della costellazione del Bulino, elencate per magnitudine decrescente.